# سنترال سیتی (داکوتای جنوبی)
سنترال سیتی(به انگلیسی: Central City) شهری در ایالت داکوتای جنوبی کشور ایالات متحده آمریکا است که جمعیت آن در سرشماری سال ۲۰۱۰ میلادی، ۱۳۴ نفر بوده‌است.